# Mack Sennett
Mack Sennett, ursprungligen Michael Sinnott, född 17 januari 1880 i Danville i Quebec, död 5 november 1960 i Woodland Hills nordväst om Los Angeles i Kalifornien, var en kanadensiskfödd amerikansk filmregissör och skådespelare och en av filmkomedins viktigaste pionjärer.

## Biografi
Mack Sennetts familj var irländska invandrare. Han hade en djup, välljudande röst och drömde om att bli operasångare. Familjen flyttade från Kanada till East Berlin i Connecticut i USA, där han fick arbete på ett järnverk.
1902 träffade han skådespelerskan Marie Dressler som genom ett "introduktionsbrev" till producenter i New York gav honom möjligheten att åka till storstaden för att där pröva sin lycka. Där fick han emellertid rådet att återvända hem, men Sennett envisades och stannade kvar och fick så småningom småroller i diverse varietéer.
Från 1908 fick han sedan även roller i filmer, regisserade av D.W. Griffith mot filmstjärnor såsom Mary Pickford, Linda Arvidson och Blanche Sweet.
Han samarbetade först med Griffith men 1912 grundade Sennett Keystone Film Corporation tillsammans med ett par vänner. Keystone-filmerna blev snabbt populära. Det var mycket enkla komedier, filmad på en dryg vecka. Allt i filmen skulle gå snabbt med förföljelser och missförstånd i slapstickstil. Under bara ett par år producerade han hundratals filmer, många regisserade av honom själv.
Sennett gjorde många även i dag kända skådespelare från stumfilmen till stjärnor. Han var den första som anställde Charles Chaplin (denne gjorde för Sennett sina första 35 filmer år 1914), Roscoe "Fatty" Arbuckle, Ford Sterling, Mabel Normand, Charley Chase, Ben Turpin med flera. Han producerade också filmer med ensemblen kallad Keystone Cops. Sennett stod på höjden av sin berömmelse kring 1925. Då hade han emellertid lämnat Keystone för flera år sedan och startat sin egen studio. Keystone överlevde inte övergången till ljudfilm och lades ner 1935. 1937 fick dock Sennett – redan då nästan glömd – en heders-Oscar för sin stora roll inom filmen.

## Filmografi i urval
- 1912 – Mabel's Lovers
- 1914 – Chaplin på biograf
- 1914 – Chaplin på friarstråt
- 1914 – Mabels händelserika dag
- 1915 – Mabels och Fattys äktenskap
- 1923 – Skelande shejken